# Aleksandr Kosmodiemjanski
Aleksandr Anatoljewicz Kosmodiemjanski (ros. Александр Анатольевич Космодемья́нский; ur. 27 lipca 1925 we wsi Osinow-Gaj w obwodzie tambowskim, zm. 13 kwietnia 1945 k. Vierbrüderkrug w Prusach Wschodnich) – starszy porucznik Armii Czerwonej, Bohater Związku Radzieckiego (1945).

## Życiorys
Był bratem Zoi Kosmodiemjanskiej. Od 1930 mieszkał z rodziną w Moskwie, gdzie skończył 10 klas szkoły.
Od kwietnia 1942 służył w armii, w 1943 skończył szkołę wojskową w Uljanowsku. Od października 1943 walczył na Froncie Zachodnim, uczestniczył w operacji smoleńskiej, białoruskiej i wschodniopruskiej, m.in. w walkach pod Orszą 21 października 1943. Był dowódcą baterii 350. ciężkiego pułku artylerii w składzie 43 Armii i 3 Frontu Białoruskiego w stopniu starszego lejtnanta, wyróżnił się podczas operacji wschodniopruskiej, m.in. podczas ataku na Królewiec 6 kwietnia 1945, jednak tydzień później zginął w dalszych walkach.
Został pochowany na cmentarzu Nowodziewiczym obok siostry.

## Odznaczenia
- Złota Gwiazda Bohatera Związku Radzieckiego (pośmiertnie, 29 czerwca 1945)
- Order Lenina (pośmiertnie, 29 czerwca 1945)
- Order Wojny Ojczyźnianej I klasy (6 lipca 1944)
- Order Wojny Ojczyźnianej II klasy (18 maja 1944)